# Moldavia ai Giochi della XXIX Olimpiade
La Moldavia ha partecipato ai Giochi della XXIX Olimpiade di Pechino, svoltisi dall'8 al 24 agosto 2008, con una delegazione di 29 atleti.

## Medaglie
| Medaglia | Atleta          | Sport    | Evento     |
| -------- | --------------- | -------- | ---------- |
| Bronzo   | Veaceslav Gojan | Pugilato | Pesi gallo |

## Atletica leggera
| Gara         | Atleta              | Semifinali | Semifinali | Finale    | Finale |
| Gara         | Atleta              | Tempo      | Pos.       | Tempo     | Pos.   |
| ------------ | ------------------- | ---------- | ---------- | --------- | ------ |
| 3000 siepi   | Ion Luchianov       | 8'18"97    | 7          | 8'27"82   | 12     |
| Maratona     | Iaroslav Musinschi  |            |            | 2h 21'18" | 41     |
| Marcia 20 km | Feodosiy Ciumacenco |            |            | 1h 31'37" | 47     |

| Gara                | Atleta            | Qualificazioni | Qualificazioni | Finale | Finale |
| Gara                | Atleta            | Misura         | Pos.           | Misura | Pos.   |
| ------------------- | ----------------- | -------------- | -------------- | ------ | ------ |
| Salto in lungo      | Vladimir Letnicov | 16,62 m        | 24             |        |        |
| Getto del peso      | Ion Emilianov     | 18,64 m        | 35             |        |        |
| Lancio del disco    | Vadim Hranovschi  | 56,19 m        | 35             |        |        |
| Lancio del martello | Roman Rozna       | 71,33 m        | 24             |        |        |

| Prova                | Victor Covalenco | Victor Covalenco | Victor Covalenco |
| Prova                | Risultato        | Punti            | Pos.             |
| -------------------- | ---------------- | ---------------- | ---------------- |
| 100 metri            | 11"87            | 677              | 40               |
| Salto in lungo       | 6,50 m           | 697              | 36               |
| Getto del peso       | 13,44 m          | 694              | 31               |
| Salto in alto        | 1,81 m           | 636              | 34               |
| 400 metri            | non concluso     | non concluso     | non concluso     |
| 110 metri ostacoli   | non partito      | non partito      | non partito      |
| Lancio del disco     | non partito      | non partito      | non partito      |
| Salto con l'asta     | non partito      | non partito      | non partito      |
| Tiro del giavellotto | non partito      | non partito      | non partito      |
| 1500 metri           | non partito      | non partito      | non partito      |
| Totale               |                  | non concluso     | non concluso     |

| Gara       | Atleta           | Quarti  | Quarti | Semifinali | Semifinali | Finale       | Finale       |
| Gara       | Atleta           | Tempo   | Pos.   | Tempo      | Pos.       | Tempo        | Pos.         |
| ---------- | ---------------- | ------- | ------ | ---------- | ---------- | ------------ | ------------ |
| 800 m      | Olga Cristea     | 2'00"59 | 4      | 2'00"12    | 6          |              |              |
| 3000 siepi | Oxana Juravel    |         |        | 10'04"37   | 13         |              |              |
| Maratona   | Valentina Delion |         |        |            |            | non concluso | non concluso |

| Gara                | Atleta          | Qualificazioni | Qualificazioni | Finale | Finale |
| Gara                | Atleta          | Misura         | Pos.           | Misura | Pos.   |
| ------------------- | --------------- | -------------- | -------------- | ------ | ------ |
| Salto in alto       | Ina Gliznuţa    | 1,80 m         | 29             |        |        |
| Lancio del martello | Marina Marghiev | 62,12 m        | 43             |        |        |
| Lancio del martello | Zalina Marghiev | 64,20 m        | 37             |        |        |

## Ciclismo

### Su pista
| Gara                 | Atleta             | Qualificazione | Qualificazione | Secondo turno | Secondo turno | Secondo turno | Finale | Finale     |
| Gara                 | Atleta             | Tempo          | Pos.           | Tempo         | Avversario    | Pos.          | Tempo  | Avversario |
| -------------------- | ------------------ | -------------- | -------------- | ------------- | ------------- | ------------- | ------ | ---------- |
| Individuale maschile | Alexandr Pliuschin |                |                |               |               |               |        |            |

### Su strada e Cross country
| Gara                    | Atleta             | Tempo     | Posizione |
| ----------------------- | ------------------ | --------- | --------- |
| Corsa in linea maschile | Alexandr Pliuschin | 6h 39'42" | 76        |

## Judo
| Gara  | Atleta      | Tabellone principale                   | Tabellone principale | Tabellone principale | Tabellone principale | Tabellone principale | Ripescaggi | Ripescaggi | Ripescaggi | Ripescaggi |
| Gara  | Atleta      | Sedicesimi                             | Ottavi               | Quarti               | Semifinali           | Finale               | 1º turno   | Quarti     | Semifinali | Finale     |
| ----- | ----------- | -------------------------------------- | -------------------- | -------------------- | -------------------- | -------------------- | ---------- | ---------- | ---------- | ---------- |
| 73 kg | Sergiu Toma | David Kevkhishvili (Georgia) 0021-0010 |                      |                      |                      |                      |            |            |            |            |

## Lotta
| Gara  | Atleta          | Tabellone principale             | Tabellone principale                     | Tabellone principale              | Tabellone principale | Tabellone principale | Ripescaggi | Ripescaggi | Ripescaggi |
| Gara  | Atleta          | Sedicesimi                       | Ottavi                                   | Quarti                            | Semifinali           | Finale               | Quarti     | Semifinali | Finale     |
| ----- | --------------- | -------------------------------- | ---------------------------------------- | --------------------------------- | -------------------- | -------------------- | ---------- | ---------- | ---------- |
| 96 kg | Nicolai Ceban   | Gergely Kiss (Ungheria) 3-5, 0-5 |                                          |                                   |                      |                      |            |            |            |
| 55 kg | Ludmila Cristea |                                  | Marcia Andrade (Venezuela) 0-1, 3-3, 3-3 | Saori Yoshida (Giappone) 1-2, 0-4 |                      |                      |            |            |            |

## Nuoto
| Gara                        | Atleta              | Batterie | Batterie | Semifinali | Semifinali | Finale | Finale |
| Gara                        | Atleta              | Tempo    | Pos.     | Tempo      | Pos.       | Tempo  | Pos.   |
| --------------------------- | ------------------- | -------- | -------- | ---------- | ---------- | ------ | ------ |
| 200 m stile libero maschili | Andrei Zaharov      | 1'58"62  | 55       |            |            |        |        |
| 100 m rana maschili         | Sergiu Postica      | 1'03"83  | 64       |            |            |        |        |
| 50 m stile libero femminili | Veronica Vdovicenco | 26"92    | 50       |            |            |        |        |

## Pugilato
| Gara        | Atleta          | Sedicesimi                            | Ottavi                               | Quarti                   | Semifinali                            | Finale |
| ----------- | --------------- | ------------------------------------- | ------------------------------------ | ------------------------ | ------------------------------------- | ------ |
| Pesi gallo  | Veaceslav Gojan | Khavazhi Khatsigov (Bielorussia) +1-1 | Gu Yu (Cina) 13-6                    | Akhil Kumar (India) 10-3 | Enkhbatyn Badar-Uugan (Mongolia) 2-15 |        |
| Pesi welter | Vitalie Gruşac  | Gerard O'Mahony (Australia) 7-2       | Bakhyt Sarsekbayev (Kazakistan) RSCI |                          |                                       |        |

## Sollevamento pesi
| Gara  | Atleta            | Strappo | Strappo | Slancio | Slancio | Totale | Posizione |
| Gara  | Atleta            | Ris.    | Pos.    | Ris.    | Pos.    | Totale | Posizione |
| ----- | ----------------- | ------- | ------- | ------- | ------- | ------ | --------- |
| 56 kg | Igor Grabucea     | 109     | 16      | 130     | 15      | 239    | 15        |
| 69 kg | Alexandru Dudoglo | 145     | 11      | 172     | 9       | 317    | 9         |
| 77 kg | Andrei Gutu       | 145     | 17      | 160     | 21      | 305    | 20        |
| 94 kg | Evgheni Bratan    | 170     | 12      | 200     | 13      | 370    | 13        |
| 94 kg | Vadim Vacarciuc   | 168     | 13      | 205     | 12      | 373    | 12        |

## Tiro
| Gara                    | Atleta            | Qualificazioni | Qualificazioni | Finale    | Finale       | Finale |
| Gara                    | Atleta            | Punteggio      | Pos.           | Punteggio | Punt. totale | Pos.   |
| ----------------------- | ----------------- | -------------- | -------------- | --------- | ------------ | ------ |
| Pistola 25 m automatica | Ghenadie Lisoconi | 567            | 12             |           |              |        |